# Adeloneivaia obscura
Adeloneivaia obscura är en fjärilsart som beskrevs av Eugène Louis Bouvier 1924. Adeloneivaia obscura ingår i släktet Adeloneivaia och familjen påfågelsspinnare. Inga underarter finns listade i Catalogue of Life.